# Jacques-Fernand Schwartz
Jacques-Fernand Schwartz, francoski general, * 1889, † 1960.